# 普拉斯基鎮區 (密歇根州)
普拉斯基鎮區（英語：Pulaski Township）是位於美國密歇根州傑克遜縣的一個行政鎮區。

## 地方資料
普拉斯基鎮區的面積為95.00平方千米，當中陸地面積為93.71平方千米，而水域面積為1.29平方千米。根據2020年美國人口普查的數據，當地共有人口1883人，而人口密度為每平方千米19.82人。